# La Princesse

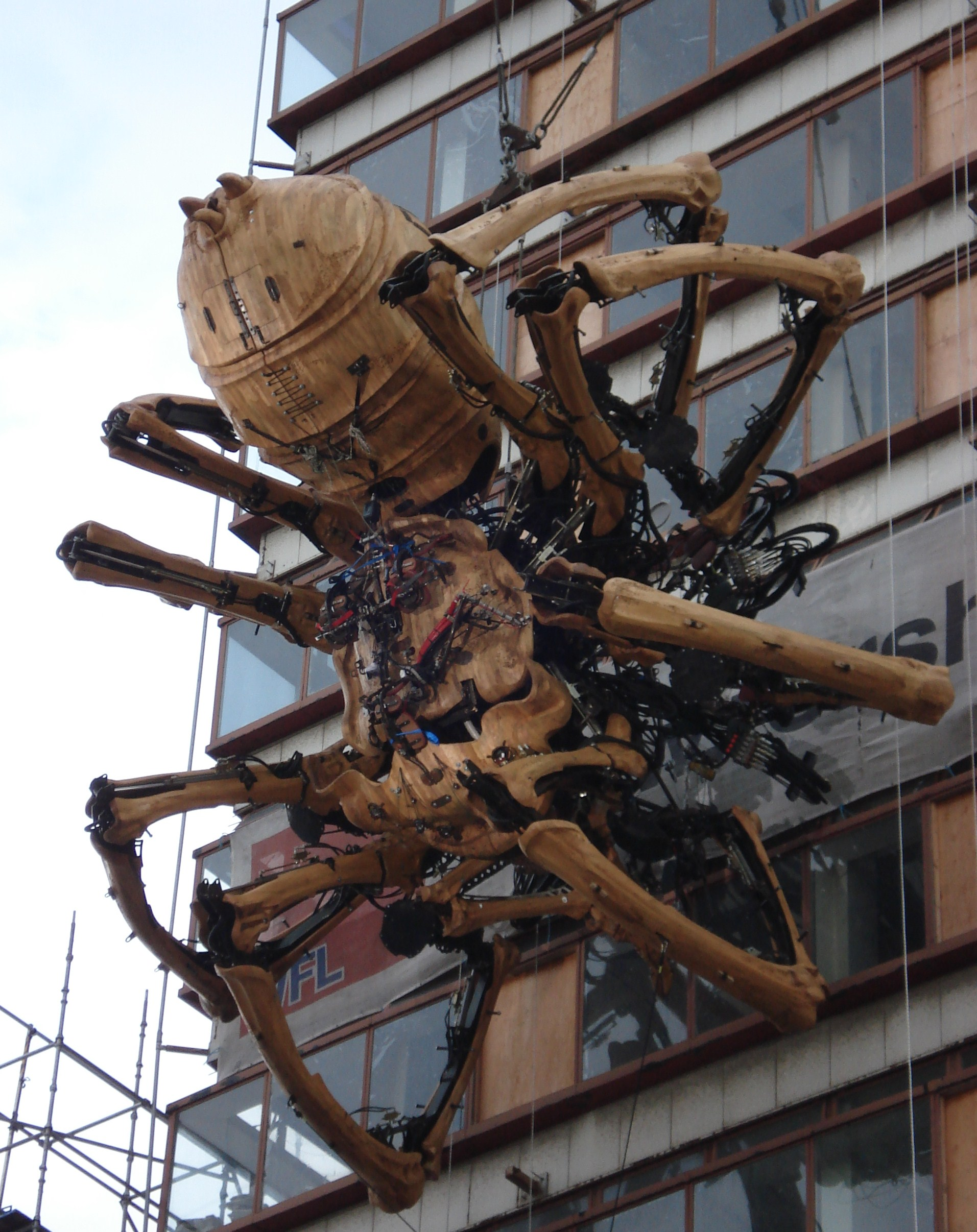
La Princesse

La Princesse è un ragno meccanico di grandi dimensioni creato a Liverpool dal collettivo artistico francese La Machine.
Il robot venne esibito per la prima volta a Liverpool nel 2008, in occasione delle celebrazioni per la capitale europea della cultura e pilotato lungo le strade della città fra il 5 e il 7 di settembre. La Princesse venne nuovamente mostrato al pubblico durante il centocinquantesimo anniversario dell'apertura del porto di Yokohama fra il 17 e il 19 aprile dell'anno seguente.

## Storia

### Concezione
La Princesse è stato progettato dai La Machine, gruppo di artisti noti per aver realizzato gli animali meccanici dell'Île de Nantes, fra le principali attrazioni del luogo. Il robot è stato progettato da François Delarozière, che ha affermato:
 Le fonti che hanno ispirato l'opera di Delarozière includono la letteratura di Jules Verne, l'architettura di Gustave Eiffel e il dadaismo. Il ragno venne realizzato in segreto presso il cantiere navale Cammell Laird a Birkenhead in più di un anno di tempo. Prima che potesse venire esibito a Liverpool in occasione delle celebrazioni per la Capitale europea della cultura, gli artisti che progettarono lo spettacolo inventarono una storia sulla creatura: temendo che il ragno stesse per deporre le uova, alcuni scienziati l'avrebbero condotto nell'area portuale Albert Dock per metterlo in quarantena e compiere esperimenti su di esso.

### Liverpool
Le celebrazioni sono iniziate la mattina del 5 settembre del 2008 quando il ragno venne mostrato al pubblico per la prima volta appeso a un edificio vicino alla stazione ferroviaria di Lime Street. Nei giorni seguenti, il ragno si è spostato lungo i luoghi più noti di Liverpool fra cui l'Echo Arena, l'Albert Dock, il Cunard Building, Castle Street, Lord Street e Ranelagh Place e in più occasioni ha sparato fiamme e irrorato gli spettatori con acqua. Alla fine dell'ultimo giorno, il 7 settembre, è entrato nel Queensway Tunnel scomparendo agli occhi del pubblico accompagnato da fuochi d'artificio. Lungo la sua camminata, è stato seguito da musicisti mentre un artista della performance, nei panni di uno scienziato di nome Joseph Browning, ha rilasciato interviste alla stampa. Secondo le fonti, lo spettacolo fu seguito da circa 400.000 persone.

### Yokohama
Dal 17 al 19 aprile del 2009, la Princesse è stata nuovamente messa in funzione, insieme a un altro ragno della stessa compagnia, presso il porto di Yokohama in occasione del 150º anniversario del porto della città. Si è scelto di presentare al pubblico un ragno è in quanto simboleggerebbe il cosiddetto "networking" (letteralmente collegamento in rete): un concetto che, secondo le intenzioni degli organizzatori, si sarebbe addetto a un luogo divenuto uno dei principali punti di riferimento commerciali del Giappone. Successivamente La Princesse è stato esposto presso il Magazzino di mattoni rossi di Yokohama dal 28 aprile al 27 settembre.

## Caratteristiche

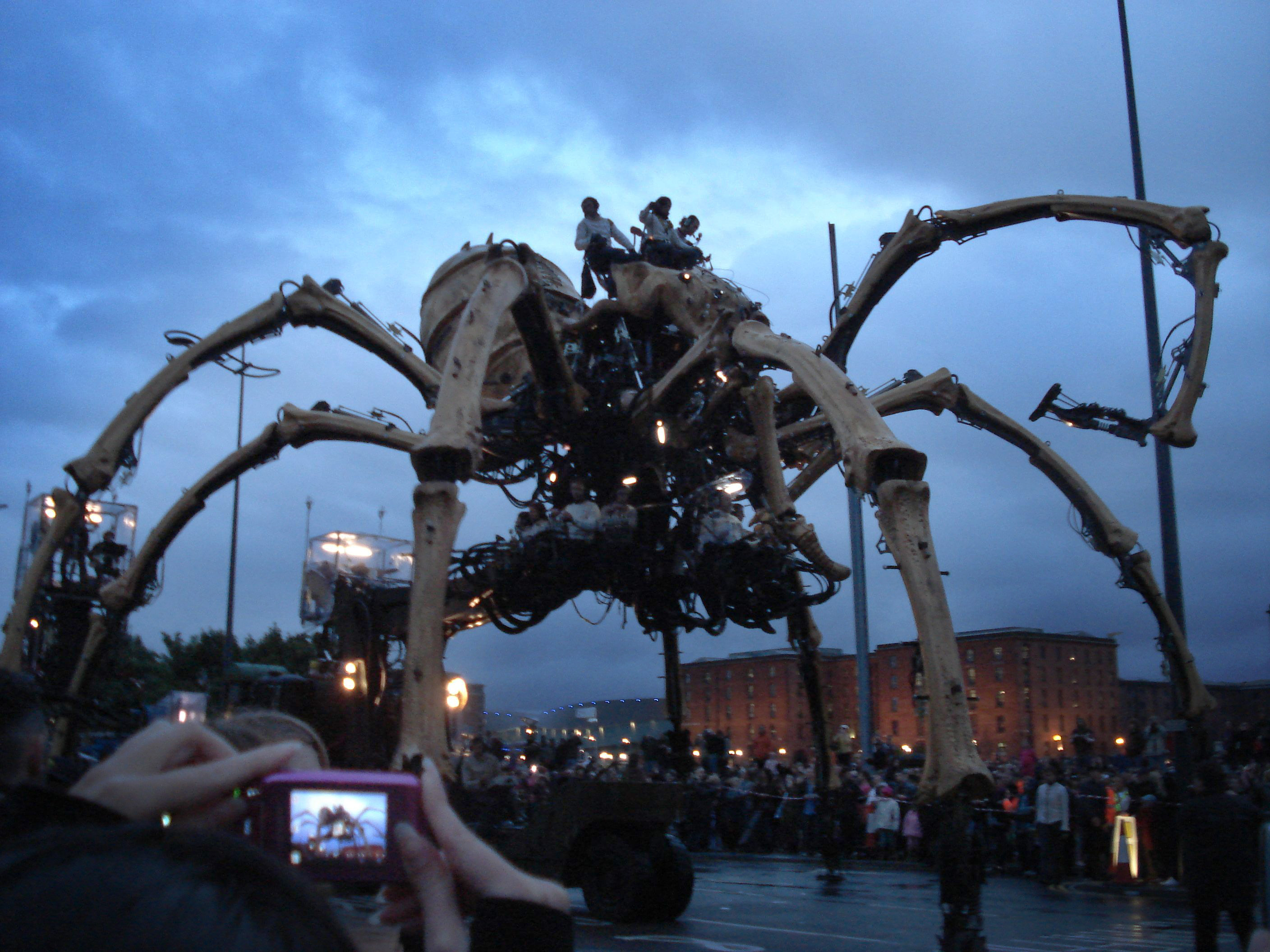
La Princesse durante la cerimonia a Liverpool.

La Princesse ha l'aspetto di un enorme ragno meccanico. È alto 15 metri, pesa circa 37 tonnellate e si sposta a una velocità pari a 2 miglia all'ora. I suoi artigli sono lunghi due metri. Il corpo della macchina, composto da 50 giunti idraulici, è in acciaio, pelle e legno di pioppo, quest'ultimo un materiale che, secondo Delarozière, diventa marrone quando viene esposto al sole in modo da "invecchiare" la pelle della creatura. Viene pilotato da dodici persone, otto delle quali muovono le sue zampe. Il ragno può sparare fiamme, spruzzare acqua, emettere suoni e far fuoriuscire del fumo. Per sollevarlo possono servire fino a 16 gru e sei carrelli elevatori. La creazione della macchina è costata 1,5 milioni di sterline.

## Accoglienza
La Princesse è stato oggetto di reazioni controverse. La scenografia tenuta a Liverpool è stata apprezzata dagli abitanti della città e la critica teatrale Lyn Gardner ha scritto nel Guardian che "vi erano momenti in cui (La Princesse) sembrava condurre l'intera popolazione della città in una allegra danza, come una specie di pifferaio aracnide." Per contro, la stessa giornalista ha sostenuto che l'esibizione era priva della spinta narrativa e della dimensione umana che aveva avuto anni prima The Sultan Elephant: un altro macchinario creato dai La Machine ed esibito in diverse città inglesi e francesi e ha aggiunto ancora:
 La Princesse è stato criticato da parte di alcune associazioni mediche, quali la Anxiety UK, che temevano potesse spaventare gli spettatori affetti da aracnofobia. Altri ne hanno lamentato gli alti costi di produzione, fra cui la TaxPayers' Alliance che l'ha definita "un oltraggioso spreco di denaro." Phil Redmond, direttore artistico della Liverpool Culture Company, ha invece difeso i costi di produzione della macchina: